# 토마스 탈리스
토마스 탈리스(Thomas Tallis, 1505년경~1585년 11월 20일 또는 11월 23일)는 영국의 작곡가이다. 탈리스는 르네상스 음악이 한창 작곡되던 16세기 영국에서 교회 음악을 꽃피운 인물이다. 탈리스는 헨리 8세부터 엘리자베스 1세의 시대에 이르기까지 영국 교회 음악 작곡에 주력했고, 또한 교회 음악 초기 역사의 작곡가들 중 최고의 인물로 꼽힌다. 탈리스는 생전에도 최고의 작곡가 중 하나로 대접받았다.

## 생애

### 유년기
토마스 탈리스의 출생이나 가족, 어린 시절에 대한 기록이 존재하지 않기 때문에 그의 유년기에 대해서는 거의 아무것도 알려져 있지 않다. 역사가들은 계산을 통해 16세기 초 영국의 헨리 7세 통치 말기에서 헨리 8세 통치 초기인 1500년에서 1520년 사이에 태어난 것으로 추정했다. 그의 유일한 친척은 사촌인 존 세이어John Sayer였다. 세이어와 탈리스라는 성은 모두 켄트주와 밀접한 관계가 있기 때문에, 토마스 탈리스는 켄트 지역 출신일 것으로 추정된다.
탈리스가 어린 시절에 영국 왕실 예배당Chapel Royal의 소년 성가대로 있었다는 의견도 있다. 또한 베네딕도회의 합창단원이었을 것으로도 추정되지만, 그가 거기서 교육을 받았는지 아니면 캔터베리 대성당에서 노래를 불렀는지는 알 수 없다.

### 1530~1540년

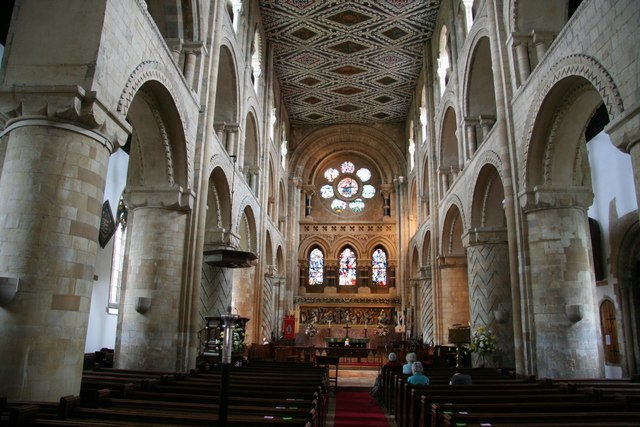
1538년경 탈리스는 에식스주의 월섬 수도원에 부임했다.

탈리스의 기록은 1531년에 쓰여진 켄트주 도버의 베네딕도회 소속 프리오라투스의 명부에서 처음 등장한다. 여기서 탈리스는 오르간 연주자로 고용되었으며, 오르간을 포함한 찬양의 전반을 감독했다. 탈리스는 "joculator organorum"라는 직책으로 매년 2파운드의 봉급을 받았다. 프리오라투스는 1535년에 해체된다.
이후 탈리스는 런던 빌링스 게이트에 있는 세인트 메리-앳-힐에서 1536년부터 1538년까지 반년에 한 번씩 총 4번 급여를 받았는데, 마지막 분기에는 1538년 3월 25일까지 한 해 동안 가수나 오르간 주자로 일한 것에 대한 급여를 받았다.
1538년 말 탈리스는 에식스주의 아우구스티노 수도회 소속 월섬 수도원의 수도원장과 계약해 원로회원senior member이 되었다. 그러나 1540년 3월 수도원이 해체되자 탈리스는 충분히 오래 근무하지 못한 탓에 연금을 받지 못하고, 40 실링의 퇴직금을 일시불로 지급받았다. 탈리스는 수도원을 떠나며 한때 월섬의 프리셉터로 근무했던 존 윌드가 필사한 음악 논문의 한 권을 가져갔다. 레오넬 파워가 지은 이 책에는 연이은 옥타브, 유니슨, 완전5도의 사용을 지양하라는 내용이 담겨있었는데, 마지막 페이지에 탈리스의 이름이 새겨져있다.
1540년 여름 탈리스는 최근 개혁의 열풍이 불고있던 캔터베리 대성당으로 이직해 10명의 소년과 12명의 성인 남자들로 구성된 합창단을 자신의 이름을 걸고 지도했다. 탈리스는 거기서 2년 동안 머물렀다.

### 왕실 예배당에서
이후 탈리스는 1543년에 왕실 예배당에 고용된 것으로 추정된다. 탈리스의 이름은 1544년 일반 보조금 지급 명부에 나타나며, 이후의 문서에도 기재되어 있다. 1577년 탈리스는 "40년동안 폐하와 황실 친족들을 모셨다"고 이야기한 바가 있는데, 이는 왕실 예배당이 세인트 메리 힐에 있었던 사실과도 합치한다. 탈리스는 여기서 오르간 연주와 작곡을 소년들에게 가르친 것으로 보인다.
탈리스는 1552년 경에 처음 결혼한 것으로 보인다. 그의 아내 조안은 왕실 예배당에 출석하던 한 젠틀맨의 미망인이었다. 다른 왕실 합창단원들과 마찬가지로 탈리스와 그의 아내는 그리니치에 살았지만, 자기 소유의 집이 있었는지는 알려지지 않았다. 그보다는 전통에 따라 집을 빌렸을 것으로 여겨진다. 자녀 또한 알려지지 않았다.
메리 1세는 탈리스에게 켄트주에 영지를 하사해 탈리스는 거기서 안정적인 수입을 얻을 수 있었다. 탈리스는 1558년 12월 13일 메리 1세의 장례식과 다음 달 엘리자베스 1세의 대관식에 참석했다.

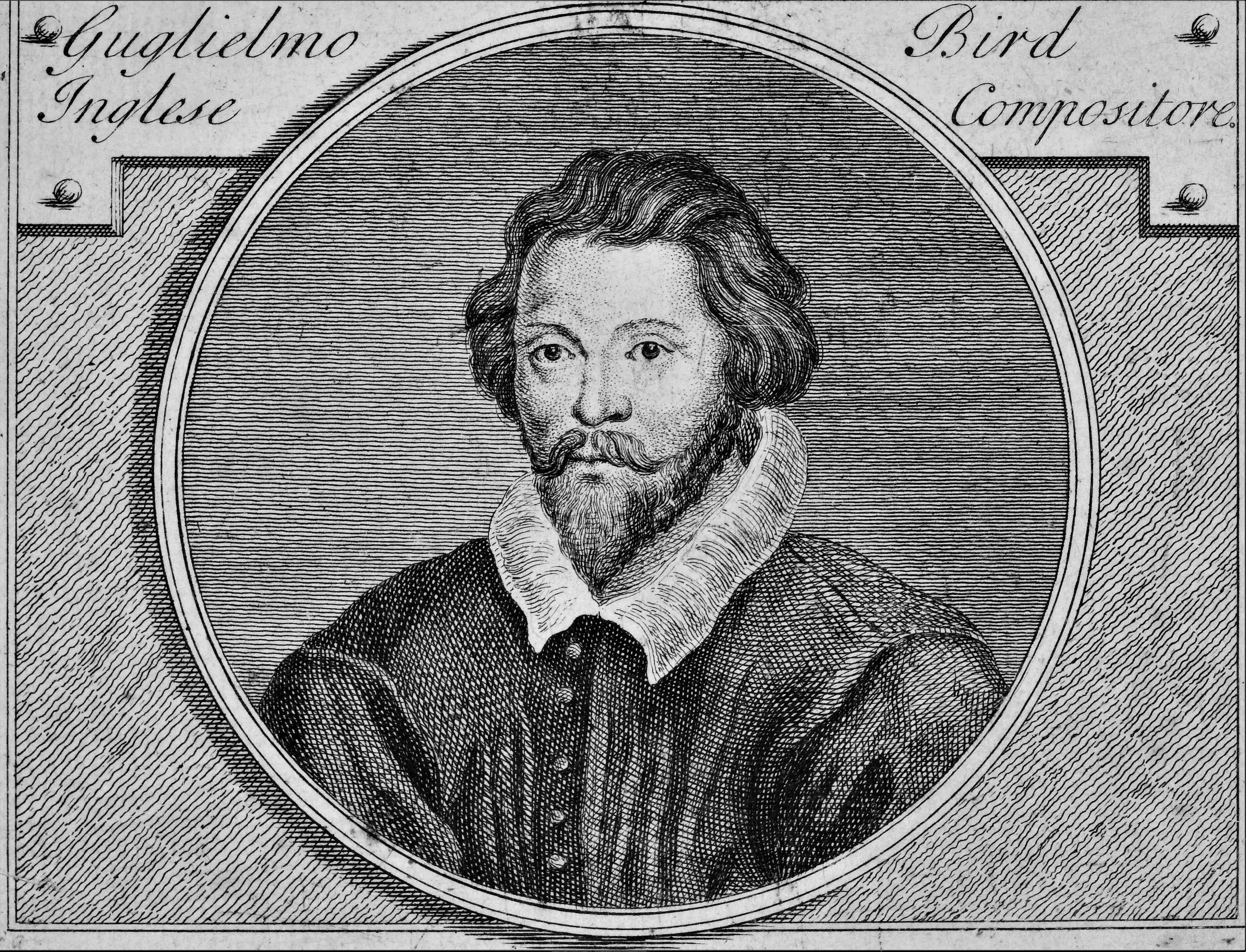
토마스 탈리스의 제자인 윌리엄 버드

탈리스의 유명세는 시간이 지나며 점차 쇠락하였다. 1575년, 엘리자베스는 탈리스와 버드에게 21년동안 다성음악을 독점적으로 작곡하고 출판 및 발표할 수 있는 권리를 부여했다. 탈리스는 영어뿐 아니라 라틴어, 프랑스어, 이탈리아어로 된 곡들도 작곡했다. 탈리스는 어떤 언어로든 음악을 인쇄할 수 있는 독점권을 가지고 있었고, 버드와 함께 악보 인쇄에 필요한 종이를 독점적으로 사용했다. 이들이 독점권을 누리던 시기에 발표한 작품들 중에는 1575년에 발표한 〈무엇이 신성음악의 주제인가Cantiones quae ab argumento sacrae vocantu〉가 있었으나 잘 팔리지 않아 엘리자베스에게 지원을 요청할 수밖에 없었다. 사람들은 로마 가톨릭교회의 지지도 받지 못하는 이 작품들에 거리를 두었다. 결국 탈리스와 버드는 음악 작품에 대한 판매가 금지되었고, 표기법이나 출판 등에서 어떤 특허권도 인정받지 못하게 되었다. 이들은 따로 인쇄기를 가지고 있지 않았기 때문에 1577년에 두 번째 탄원서를 제출할 수 밖에 없었다. 그 결과 이들에게 출판권이 다시 부여되었지만 1575년 이후 탈리스가 남긴 작품에 대해선 전해지지 않았기 때문에 이 즈음 작곡활동을 중지한 것으로 보인다.

### 말년
그의 생애 말기에 탈리스는 그리니치 궁전 인근에서 살았는데, 스톡웰 거리에 집이 있었다고 전해진다. 그는 1585년 6월에 엘리자베스 1세의 식솔로 기록되었고, 그해 8월에 유언장을 남겼다. 이후 자신의 집에서 사망했는데, 왕실 예배당의 기록에는 사망한 날짜가 11월 20일과 23일로 두 개가 기록되어있다.
그는 그리니치 세인트 알페지 교회의 안치소에 묻혔다. 아내가 죽은 후 그 곳에 놓여진 놋쇠 기념판은 현재는 사라지고 없다. 그의 유해는 1710년대에 교회를 재건축하면서 노동자들에 의해 버려졌을지도 모른다.

### 경력
탈리스는 헨리 8세, 에드워드 6세, 메리 1세, 엘리자베스 1세의 궁정음악가로 재직했다. 탈리스는 평생 오르간 연주자로 지냈는데 1570년 이후에 경력을 인정받아 왕실 예배당의 오르가니스트로 임명되었다.
잉글랜드의 군주가 계속 바뀌며 종교에 대한 갈등이 심각하던 시기에 탈리스는 가톨릭 신앙을 유지하면서도 이런 종교적 논쟁을 잘 피해갈 수 있었다. 또한 탈리스는 각 군주에 맞게 작풍을 바꿀 수 있었는데, 이런 유연함은 현대까지도 찬사를 받고 있다. 탈리스는 윌리엄 버드를 가르쳤다.

## 참고 문헌
- Ackroyd, Peter (2004). 《Albion: The Origins of the English Imagination》. London: Chatto & Windus. ISBN 978-1-85619-721-2.
- Cole, Suzanne (2008a). “Who is the Father? Changing Perceptions of Tallis and Byrd in Late Nineteenth-Century England”. 《Music and Letters》 89 (2): 212–226. doi:10.1093/ml/gcm082. ISSN 0027-4224. JSTOR 30162967. S2CID 162209818.
- Cole, Suzanne (2008b). 《Thomas Tallis and His Music in Victorian England》. Woodbridge: Boydell Press. ISBN 978-1-84383-380-2.
- Deane L. Root (편집.). 〈Tallis [Tallys, Talles], Thomas〉. 《Grove Music Online. Oxford Music Online》. Oxford University Press. (구독 필요)
- Downes, Kerry (1987). 《Hawksmoor》. World of Art. London: Thames and Hudson. OCLC 472150026.
- Farrell, Joseph (2001). 《Latin Language and Latin Culture: From Ancient to Modern Times》. Cambridge: Cambridge University Press. ISBN 978-0-521-77663-9.
- Gatens (May–June 2005). “Tallis: Works, all”. 《American Record Guide》. 86권 3호 (Cincinnati, Ohio). ISSN 0003-0716.
- Harley, John (2015). 《Thomas Tallis》. Farnham, UK: Routledge. ISBN 978-1-317-01036-4.
- Holman, Peter (1999). 《Dowland: Lachrimae (1604)》. Cambridge: Cambridge University Press. ISBN 978-0-521-58829-4.
- Lord, Suzanne (2003). 《Music from the Age of Shakespeare: A Cultural History》. Westport, Connecticut: Greenwood. ISBN 978-0-313-31713-2.
- Manderson, Desmond (2000). 《Songs without Music: Aesthetic Dimensions of Law and Justice》. University of California Press. ISBN 978-0-520-92221-1.
- Milsom, John (2003). 〈Sacred Songs in the Chamber〉.   John Morehen. 《English Choral Practice, 1400-1650》. Cambridge: Cambridge University Press. ISBN 978-0-521-54408-5.
- Milsom, John (2008). 〈Tallis, Thomas (c.1505–1585)〉. 《옥스포드 영국 인명 사전》 온라인판. 옥스포드 대학교 출판부. doi:10.1093/ref:odnb/26954. (Subscription 또는 UK 공공도서관 회원 필수.)
- Phillips, Peter (2005). “Sign of Contradiction: Tallis at 500”. 《The Musical Times》 146 (1891): 7–15. doi:10.2307/30044086. ISSN 0027-4666. JSTOR 30044086.
- Shrock, Dennis (2009). 《Choral Repertoire》. Oxford University Press. ISBN 978-0-19-971662-3.
- Steinberg, Michael (2008). 《Choral Masterworks: A Listener's Guide》. Oxford University Press. ISBN 978-0-19-534066-2.
- Rimbault, Edward F. (1872). 《The Old Cheque-book: Or Book of Remembrance, of the Chapel Royal, from 1561-1744》. Camden Society.
- Thomas, Jane Resh (1998). 《Behind the Mask: The Life of Queen Elizabeth I》. Houghton Mifflin Harcourt. ISBN 978-0-395-69120-5.
- Walker, Ernest (1907). 《A History of Music in England》. Oxford: Clarendon Press. OCLC 869715.
- Willis, Jonathan (2016). 《Church Music and Protestantism in Post-Reformation England: Discourses, Sites and Identities》. Routledge. ISBN 978-1-317-16624-5.